# Mikhaïl Khloudov
Mikhaïl Alexeïevitch Khloudov (Михаил Алексеевич Хлудов), né en 1843 et mort le 31 mai 1885, est un membre de la riche famille industrielle des Khloudov, lui-même mécène, entrepreneur et tête brûlée.

## Biographie
Mikhaïl Khloudov est le fils de l'industriel millionnaire, Alexeï Khloudov, et de son épouse Eudoxie Yakokvlena. Celle-ci meurt lorsqu'il a onze ans. Il étudie d'abord au début à l'école allemande Saint-Pierre-et-Saint-Paul de Moscou avec son frère Vassili. Chasseur passionné, connu pour ses prouesses et ses noces nocturnes, il a une force physique considérable. Il n'a pas peur des bêtes sauvages et des hostilités. Lorsqu'il y a eu une rébellion à l'usine, c'est lui qui s'est confronté aux meneurs et qui a réglé l'affaire. Mais souvent ses bouffonneries audacieuses n'étaient que le prétexte de se mettre en avant, même jusqu'aux disputes.
En 1863, il se rend à Verny (aujourd'hui Alma-Ata) pour affaires. Il chasse au tigre et noue une amitié avec Mikhaïl Tcherniaïev, à la tête d'une unité de Sibérie. Khloudov participe donc à des combats et à l'expédition contre le khanat de Kokand (1875-1876). Il publie ensuite dans Les Nouvelles russes ses récits sur le Turkestan. Il était très populaire auprès des soldats car il les aidait matériellement et leur prodiguait des conseils. Il prend part aux sièges de Djizak et d'Oura-Tubé (aujourd'hui au Tadjikistan). Selon les Mémoires de Varentsov, on se souvenait encore de Khloudov en Asie centrale en 1891, lorsqu'il visita ces lieux et on lui montra même la maison où Khloudov avait vécu autrefois.
En 1863-1865, Khloudov est le premier marchand russe à se rendre à Boukhara malgré le péril. Il ouvre une usine modèle de bobinage de soie dans le khanat de Kokand, se rend en caravane à Kachgar. De Khudoyar-Khan, il reçoit en cadeau une tigresse apprivoisée. Un deuxième tigre et un loup apprivoisé vivaient également dans la maison moscovite de Khloudov, puis les animaux sont donnés au zoo de Moscou. En 1869, Khloudov se rend jusqu'en Afghanistan, grâce à quoi il est présenté à l'empereur qui lui décerne pour son courage l'ordre de Saint-Vladimir de IVe classe. Khloudov devient veuf en 1875.
En 1876, Khloudov soutient financièrement le général Tcherniaïev à Belgrade pour aider les Serbes, ce que le gouvernement russe ne voulait pas et a tenté d'empêcher.
Pendant la guerre russo-turque de 1877-1878, il sert comme aide-de-camp du général Skobelev. C'est lui qui finance les remèdes dispensés à l'hôpital de campagne. Il reçoit l'ordre de Saint-Georges.
Ensuite, Khloudov retourne brièvement aux affaires qu'il avait reçues de son père en héritage (comme la Compagnie de la manufacture de Yartsevo); mais il vend ses parts en 1885 et l'usine d'Egorievsk devient la propriété de son oncle, Guérassime Khloudov.
Les mémorialistes de l'époque soulignent son caractère difficile, sa propension à jeter l'argent par les fenêtres, à ridiculiser la morale de la religion orthodoxe, à son penchant pour l'alcool et à sa jalousie maladive envers sa seconde épouse qu'il soupçonnait (non sans raison) de le tromper. D'après les rumeurs de l'époque, il aurait même sombré dans la folie les derniers temps de sa vie.
Dans son testament spirituel à la mémoire de son fils Alexeï, mort des suites d'une chute d'escalier, l'entrepreneur ordonne la construction d'un hôpital pour enfants à Moscou et laisse des fonds pour cela - capital en espèces et actions de la manufacture. C'est aujourd'hui la clinique de pédiatrie de la rue Pirogovskaïa. Le nom de Khloudov a été ôté à l'époque soviétique.

## Dans la littérature
La personnalité excentrique de Mikhaïl Khloudov a inspiré quelques personnages de la littérature russe, comme le riche entrepreneur Khlynov de Cœur ardent (1869) d'Alexandre Ostrovski ou le marchand Khmourov du roman de Karazine Dans les lointains confins. Khloudov a également inspiré en partie le personnage de Nikolaï Leskov dans le récit Tchertogon («Чертогон») d'Ilia Fedosseïevitch.
Vladimir Guiliarovski le mentionne dans ses souvenirs et des mémorialistes de cette époque l'évoquent, souvent en rapportant des rumeurs.